# 빌바오 비스카야 아르헨타리아 은행

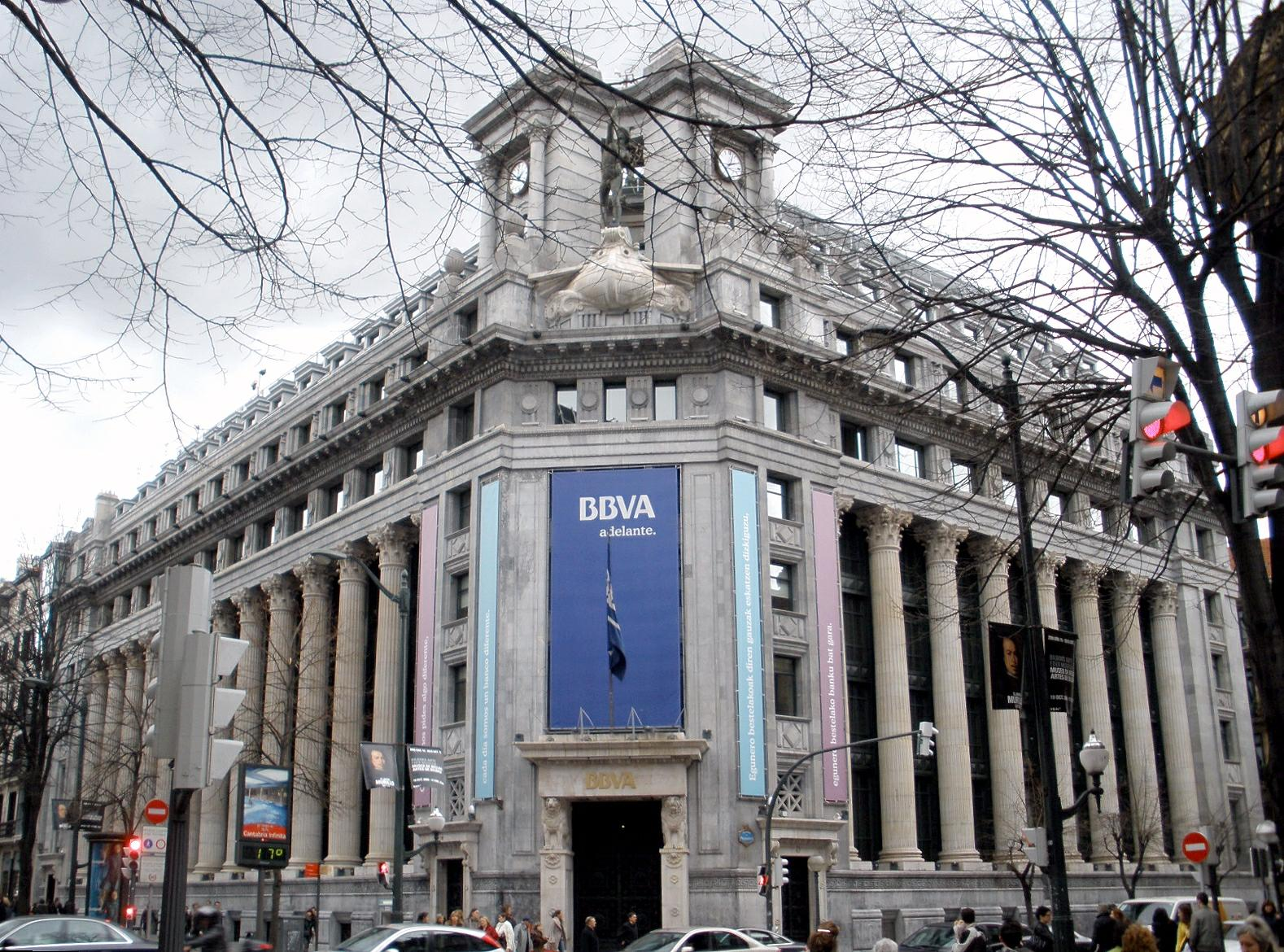
빌바오 은행 본사(BBVA head offices in Bilbao) 전경

빌바오 비스카야 아르헨타리아 은행(스페인어: Banco Bilbao Vizcaya Argentaria, S.A.)은 1999년 설립된 스페인의 상업은행이다. 약자로 BBVA(비비브이에이)라고 부른다. 빌바오 비스카야 아르헨타리아 은행(BBVA)는 1999년 스페인의 거대 은행들의 인수합병으로 설립된 거대 은행이다. 개인과 법인을 대상으로 대출, 저축, 투자금융 서비스, 펀드 운용, 자산관리 등의 서비스를 제공한다. 본사는 스페인 북부 바스크 자치지방 비스카야주 빌바오에 있다.